# Чемпионат мира по настольному теннису 2009

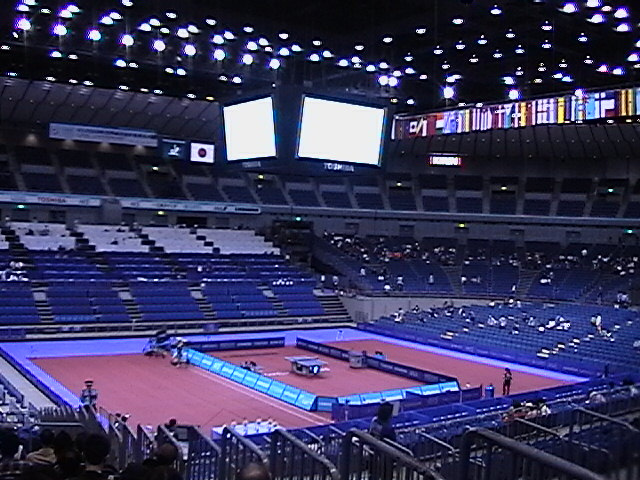
Йокогама, Япония 2009

Чемпионат мира по настольному теннису 2009 года проходил в японском городе Иокогама с 28 апреля по 5 мая. Китайская команда по настольному теннису полностью доминировала и завоевала все пять золотых медалей из пяти возможных. Это третий подряд чемпионат мира, на котором китайская сборная по настольному теннису завоевывает все золотые медали.

## Медальный зачёт
| Место | Страна           | Золото | Серебро | Бронза | Всего |
| ----- | ---------------- | ------ | ------- | ------ | ----- |
| 1     | Китай            | 5      | 5       | 7      | 17    |
| 2     | Гонконг          | 0      | 0       | 1      | 1     |
| 2     | Япония           | 0      | 0       | 1      | 1     |
| 2     | Республика Корея | 0      | 0       | 1      | 1     |
| Всего | Всего            | 5      | 5       | 10     | 20    |

### Медалисты
| Разряд                   | Золото           | Серебро          | Бронза                       |
| ------------------------ | ---------------- | ---------------- | ---------------------------- |
| Мужской одиночный разряд | Ван Хао          | Ван Лицинь       | Ма Лун                       |
| Мужской одиночный разряд | Ван Хао          | Ван Лицинь       | Ма Линь                      |
| Женский одиночный разряд | Чжан Инин        | Го Юэ            | Лю Шивэнь                    |
| Женский одиночный разряд | Чжан Инин        | Го Юэ            | Ли Сяося                     |
| Мужской парный разряд    | Чэнь Ци Ван Хао  | Ма Лун Сюй Синь  | Дзюн Мидзутани Сэйю Кисикаву |
| Мужской парный разряд    | Чэнь Ци Ван Хао  | Ма Лун Сюй Синь  | Hao Shuai Чжан Цзикэ         |
| Женский парный разряд    | Го Юэ Ли Сяося   | Дин Нин Го Янь   | Kim Kyung-Ah Park Mi-Young   |
| Женский парный разряд    | Го Юэ Ли Сяося   | Дин Нин Го Янь   | Цзян Хуацзюнь Те Яна         |
| Микст                    | Ли Пин Цао Чжэнь | Чжан Цзикэ Mu Zi | Zhang Chao Yao Yan           |
| Микст                    | Ли Пин Цао Чжэнь | Чжан Цзикэ Mu Zi | Hao Shuai Chang Chenchen     |